# Jacob Vincent
Jacob Vincent (Amsterdam, 4 december 1868 - Utrecht, 22 februari 1953) was een Nederlands beiaardier.
Hij was zoon van Antoinetta Catharina Elizabeth Bakels en winkelier Johan Pieter Vincent (overleden 1888). Hijzelf trouwde in 1893 als muziekonderwijzer met Geertruida Johanna Meijer, die in 1938 overleed; hij hertrouwde met Sjoukje Hillegonda Los. Twee van de drie kinderen gingen de muziek in: Piet Vincent werd pedagoog, Jo Vincent concertzangeres. Jacob Vincent was ridder in de Huisorde van Oranje (25 jaar dienst) en ridder in de Orde van Oranje Nassau (veertig jaar dienst). Hij was voorts in het bezit van het Mobilisatiekruis 1914-1918.
Jacob Vincent was na zijn afgerond gymnasium bestemd om zijn vader op te volgen in diens "winkel van sinckel" in de Amsterdamse Herenstraat. Maar zijn muzikale aanleg liet zich niet de kop indrukken. Jij mocht piano en kerkorgel studeren bij Albert Pomper, die hem vanaf 1898 via het beiaard van de Zuiderkerk de liefde voor het carillon bijbracht. Eerder kreeg hij lessen van Karel August Willeumier, ook Piet Tiggers heeft hem les gegeven.
Van 1 maart 1900 tot en met 28 april 1952 bespeelde Vincent het carillon van het Paleis op de Dam; hij was daarbij in dienst van koninginnen Wilhelmina der Nederlanden en Juliana der Nederlanden. Hij had zijn eigen stijl, volksliederen en gezangen, alles in een gedragen tempo. Hiermee was hij de tegenhanger van de Vlaamse beiaardier Jef Denyn. In 1936 verklaarde hij "In 1916 begon men de zoogenaamde 'Belgische speelwijze' Nederland binnen te halen. Ik heb mij daar van stonde af aan tegen verklaard en ben er nog een bestrijder van."
In 1924 had Vincent de leiding bij de restauratie van het Amsterdamse carillon. In 1927 had hij een primeur toen hij bij zijn bespeling ervan ter gelegenheid van Waterloodag via de experimentele Philips kortegolfzender rechtstreeks te horen was in Nederlands-Indië. Hij was ook verbonden aan carillons in Weesp, Monnickendam en Nijenrode. Door zijn openbare bespelingen wist hij de belangstelling voor het instrument te hernieuwen. Met zijn vertolkingen uit Valerius' Gedenckklanken vanaf mei 1940 wist hij het hart van de Amsterdammers te treffen zonder onmiddellijk de argwaan van de Duitsers te wekken. Hij liet zijn speeltrommel Al is ons prinsje nog zo klein spelen, terwijl Anton Mussert aan een toespraak wilde beginnen. Of liet dwars tegen zingende Duitsers Vogeltje, wat zingt gij vroeg horen. In 1943 moest hij zijn bespelingen staken tot aan de bevrijding.
Kort nadat hij ophield met spelen, werd hij ziek. Hij werd wonend in Oudenrijn verzorgd in Rusthuis Wartburg in Utrecht. Hij overleed op 84-jarige leeftijd in het Utrechts Academisch Ziekenhuis. Hij werd begraven op Den en Rust. Enkele dagen later (maart 1953) stopte Jo Vincent haar actieve loopbaan.